# Rudolf Bissen
Rudolf Bissen (2. april 1846 i København – 5. december 1911 på Randbøldal ved Vejle) var en dansk landskabsmaler, søn af den berømte billedhugger Herman Wilhelm Bissen og bror til Vilhelm Bissen.
Rudolf Bissen kom tidlig i lære hos P.C. Skovgaard og gik 1865-67 i Kunstakademiets Forberedelsesskoler indtil Modelskolen. Sit første billede udstillede han 1868; begyndelsen af halvfjerdserne bragte en række billeder fra Italien, hvor han flere gange har opholdt sig, – en gang i to år.
Hans produktion blev sparsom, efter at han i 1877 havde fået en galdestenssygdom, som senere udviklede sig til en betændelse i leveren, der i flere år med korte mellemrum tvang ham til at holde sengen. Efter sin helbredelse har Bissen i de sidste år hurtig nået til at indtage en fremskudt plads blandt landskabsmalerne i den generation, til hvilken han hører. Hans billeder på udstillingen 1887 vakte fortjent opmærksomhed ved en friskhed og djærv kraft i behandling og farve, der selv havde et noget brutalt anstrøg; pragtfuldt var især det store oktoberbillede af en gammel bøg i Dyrehaven, giftede Bissen sig med Olga Jacobs, datter af fuldmægtig Jacobs i København.